# Municipio de Minco
El municipio de Minco (en inglés: Minco Township) es un municipio ubicado en el condado de Benson en el estado estadounidense de Dakota del Norte. En el año 2010 tenía una población de 19 habitantes y una densidad poblacional de 0,25 personas por km².

## Geografía
El municipio de Minco se encuentra ubicado en las coordenadas 47°52′10″N 98°35′51″O / 47.86944, -98.59750. Según la Oficina del Censo de los Estados Unidos, el municipio tiene una superficie total de 75.12 km², de la cual 73,94 km² corresponden a tierra firme y (1,57 %) 1,18 km² es agua.

## Demografía
Según el censo de 2010, había 19 personas residiendo en el municipio de Minco. La densidad de población era de 0,25 hab./km². De los 19 habitantes, el municipio de Minco estaba compuesto por el 52,63 % blancos, el 31,58 % eran amerindios, el 5,26 % eran de otras razas y el 10,53 % eran de una mezcla de razas. Del total de la población el 5,26 % eran hispanos o latinos de cualquier raza.